# Nationalliga B (Eishockey) 1958/59
Die Saison 1958/59 war die zwölfte reguläre Austragung der Nationalliga B, der zweithöchsten Schweizer Spielklasse im Eishockey. Der Zweitligameister HC La Chaux-de-Fonds qualifizierte sich für die NLA-Relegation, in der er allerdings scheiterte. 

## Modus
Die Liga wurde in zwei Gruppen aufgeteilt. Die jeweiligen Gruppensieger qualifizierten sich für das Final. Der Zweitligameister qualifizierte sich für die NLA-Relegation. Für einen Sieg erhielt jede Mannschaft zwei Punkte, bei einem Unentschieden einen Punkt. Bei einer Niederlage erhielt man keine Punkte.

## Hauptrunde

### Gruppe West
| Pl. | Team                 | Sp. | S  | U | N  | Tore   | Pkt. |
| --- | -------------------- | --- | -- | - | -- | ------ | ---- |
| 1.  | HC La Chaux-de-Fonds | 12  | 11 | 0 | 1  | 127:41 | 22   |
| 2.  | EHC Visp             | 12  | 10 | 1 | 1  | 54:26  | 21   |
| 3.  | Genève-Servette HC   | 12  | 6  | 2 | 4  | 65:69  | 14   |
| 4.  | HC Martigny          | 12  | 4  | 1 | 7  | 42:50  | 9    |
| 5.  | HC Sierre            | 12  | 4  | 1 | 7  | 53:76  | 9    |
| 6.  | Fribourg-Gottéron    | 12  | 3  | 0 | 9  | 46:65  | 6    |
| 7.  | HC Montana           | 12  | 1  | 1 | 10 | 35:95  | 3    |

### Gruppe Ost
| Pl. | Team           |
| --- | -------------- |
| 1.  | EHC St. Moritz |

## Final
- HC La Chaux-de-Fonds - EHC St. Moritz